# Битка код Фахла
Битка код Фахла или битка код Пеле (арапски: معركة فحل‎) била је византијско-арапска битка, која се одиграла између снага рашидунске војске под командом Халида ибн Влида Saifullah-а (што значи: мач алаха) и Источног римског царства , чије снаге је предводио Теодор Тритирије у месту Фахлу (древном граду Пели у Јорданској долини у Јордану) у јануару 635. н. е. Резулта битке била победа Арапа предвођених Калидом ибн Влидом.	Неки византијски војници су успели да побегну у Беисан. Снаге Шархабел ибн Хасана и Амр ибн ел-Аса касије су успеле да заузму тврђаву у Беисану.